# Kalifornsky, Alaska
Kalifornsky är en ort (CDP) i Kenai Peninsula Borough, i delstaten Alaska, USA. Enligt United States Census Bureau har orten en folkmängd på 7 850 invånare (2010) och en landarea på 178 km².